# Хомрач Володимир Гаврилович
Володимир Гаврилович Хомрач (рос. Владимир Гаврилович Хомрач; 13 квітня 1920, Уссурійськ — 7 жовтня 1994) — радянський офіцер, Герой Радянського Союзу.

## Біографія
Народився 13 квітня 1920 року в місті Уссурійську (тепер Приморського краю Російської Федерації) в родині вчителя. Росіянин. Після закінчення 7 класів школи, у 1935 році, влаштувався учнем продавця і до травня 1941 року працював продавцем, завідувачем магазину, торговим інспектором «Ворошиловторгу» в місті Ворошилові, Приморського краю.
У травні 1941 року був призваний в Червону армію і до січня 1943 року — червоноармієць 557-го окремого будівельного батальйону військово-будівельного управління в місті Хабаровську. З січня по березень 1943 року — червоноармієць 154-го запасного будівельного полку 5-го запасного армійського корпусу в місті Спаську-Дальньому Приморського краю. З березня по липень 1943 року — курсант 78-го навчального мінометного полку 10-ї навчальної Івановської бригади Московського військового округу.
На фронтах німецько-радянської війни з липня 1943 року. Командир мінометного розрахунку 239-го гвардійського стрілецького полку 76-ї гвардійської стрілецької дивізії 1-го Білоруського фронту гвардії старший сержант Хомрач в бою біля села Кувечичів Ріпкинського району Чернігівської області підняв бійців в штикову атаку, завдавши противнику великої шкоди в живій силі. У ніч на 28 вересня 1943 року в районі села Миси того ж району одним із перших переправився через Дніпро і увірвався в траншеї противника. Був поранений, але продовжував вести бій. З жовтня 1943 року по травень 1944 перебуває на лікуванні в евакогоспіталі № 1 740 міста Уфи.
Указом Президії Верховної Ради СРСР від 15 січня 1944 року за мужність і героїзм, проявлені при форсуванні Дніпра і утриманні плацдарму на його правому березі гвардії старшому сержанту Хомрачу Володимиру Гавриловичу присвоєно звання Героя Радянського Союзу з врученням ордена Леніна і медалі «Золота Зірка».
Відразу після лікування поїхав до Москви і 12 травня 1944 року в Кремлі йому була вручена медаль «Золота Зірка» Героя Радянського Союзу (№ 3 562), орден Леніна (№ 18 233) та Грамота Президії Верховної Ради СРСР (№ 4 272).
Після нагородження по травень 1945 року залишився вчитися в Москві в стрілецько-мінометному училищі. З травня 1945 по серпень 1946 року — курсант Тилового піхотного училища міста Скопині Московської області. Після закінчення училища був заступником начальника застави, секретарем партбюро, начальником застави, оперуповноваженим, старшим оперуповноваженим, старшим офіцером в 86-му прикордонному загоні військ МВС міста Бреста.

Могила Володимира Хомрача

З листопада 1958 по вересень 1960 року навчався у військовому інституті КДБ. З вересня 1960 по серпень 1961 року — у Вищій школі КДБ при РМ СРСР. З серпня 1961 по листопад 1967 — начальник штабу 31-го прикордонного загону КДБ міста Чернівців. З листопада 1967 року — начальник штабу Західного прикордонного округу. 8 травня 1970 року йому було присвоєно військове звання полковник. 7 січня 1973 року звільнений у запас з правом носіння військової форми одягу. Проживав у Києві. З грудня 1973 по грудень 1984 року працював старшим інженером виробничо-технічного відділу «Укрголовкондитеру» мінхарчпрому УРСР міста Києва. З грудня 1984 року на пенсії. З жовтня 1986 року — персональний пенсіонер союзного значення.
Помер 7 жовтня 1994 року. Похований у Києві на Байковому кладовищі (ділянка № 52).

## Нагороди
Нагороджений орденом Леніна (15 січня 1945), орденом Вітчизняної війни 1-го ступеня (6 квітня 1985 № 492 523), орденом Червоної Зірки (№ 3 720 002), медалями.